# 污水妥善處理率

## 定義
污水妥善處理率是一個城市對污水處理的能力，隱含一個城市的公共衛生、環保能力標準，其包含公共污水下水道用戶接管戶數、專用污水下水道接管戶數及建築物污水處理設施設置戶數佔城市人口總戶數之百分比。